# Air Malta
Air Malta és una aerolínia de Malta, establerta per una Resolució de la Càmera dels Representants de Malta el 21 de març de 1973. Va ser registrada com societat anònima el 30 de març de 1973. Un dia abans, el Primer Ministre d'Aviació Civil havia concedit a l'empresa una llicència de vol de deu anys amb efecte a partir de l'1 d'abril de 1973. Van concedir la llicència subjecta al control eficaç de la línia aèria i que en qualsevol moment serien exercits pel govern pels ciutadans de Malta o per les empreses incorporades conforme a les lleis del país.
Air Malta va començar les seves operacions amb 2 Boeings 720B arrendats a Pakistan International Airways l'1 d'abril de 1974 amb rutes previstes a Londres, Birmingham, Manchester, Roma, Frankfurt, París i Trípoli. Ara la seva llista de rutes a Europa, Àfrica i el Mediterrani Oriental ascendeix a unes 50 rutes.

## Flota
Air Malta té una flota d'avions que consisteix en: 
- 6 Airbus A320
- 5 Airbus A319
- 3 Boeing 737